# Petar Bergamo
Petar Bergamo (Muć Donji pokraj Splita, 27. veljače 1930. – Zagreb, 4. rujna 2022.) bio je hrvatski skladatelj i glazbeni pedagog. Nakon završenog studija kompozicije u Beogradu, neko je vrijeme djelovao u Odjelu za propagandu tadašnjega Saveza kompozitora Jugoslavije i vršio dužnost tajnika Jugoslavenske sekcije Internacionalnog društva za suvremenu glazbu (SIMC). U razdoblju od 1972. do 1983. godine bio je najprije urednikom, pa potom i glavnim urednikom Glazbene redakcije nakladničke kuće Universal Edition u Beču. Predavao je na muzičkim akademijama u Beogradu i Zagrebu, te Umjetničkoj akademiji u Splitu. Skladao je niz simfonijskih, komornih, solističkih, vokalnih, vokalno–instrumentalnih i glazbeno-scenskih djela te glazbu za film i za djecu.

## Životopis
Petar Bergamo – potomak starih splitskih, dubrovačkih i sjevernotalijanskih obitelji – svoj je umjetnički razvoj i djelovanje ostvario u nekoliko glazbenih sredina: u Splitu, Beogradu, Beču i Zagrebu. U Splitu je završio osnovnu školu i gimnaziju te pohađao glazbenu školu, gdje je učio svirati violončelo i klavir kod Estelle Ivić-Kuzmanić. Umijeću skladanja i teorijskim glazbenim predmetima poput harmonije i kontrapunkta privatno su ga poučavali Josip Hatze i Ivo Parać.
Godine 1952. Bergamo odlazi na studij glazbe u Beograd: na tamošnjoj je Muzičkoj akademiji (današnji Fakultet muzičke umetnosti) diplomirao 1960. i tri godine poslije magistrirao kompoziciju u razredu prof. Stanojla Rajičića. Nakon diplome neko je vrijeme službovao u Odjelu za propagandu tadašnjega Saveza kompozitora Jugoslavije i bio tajnikom Jugoslavenske sekcije Internacionalnog društva za suvremenu glazbu (SIMC). Od 1965. do 1972. na Muzičkoj je akademiji u Beogradu bio najprije asistent pa potom docent za kompoziciju i instrumentaciju.
Godine 1972. Bergamo odlazi u Beč, gdje sve do 1983. djeluje najprije kao urednik, a potom i kao glavni urednik Glazbene redakcije nakladničke kuće Universal Edition. Za tu je uglednu svjetsku nakladničku kuću priredio i uredio niz izdanja djela mnogih skladatelja 20. stoljeća. Od 1983. živio je u Zagrebu i djelovao kao slobodni umjetnik. Godine 1996. bio je angažiran kao redoviti honorarni profesor na zagrebačkoj Muzičkoj akademiji, gdje je do 2000. godine predavao predmet Fenomenologija glazbenih struktura. Od 1998. do 2002. bio je i profesorom Umjetničke akademije u Splitu, na čijem je Odjelu za glazbenu umjetnost vodio kolegij Osnove kompozicije.

## Glazbeno stvaralaštvo
Glazbeno stvaralaštvo Petra Bergama odraz je njegove iskonske vezanosti uz – kako je i sam volio reći – mediteranski duhovni prostor. Godine 1991. u jednom je intervjuu s muzikologinjom Erikom Krpan istaknuo kako je od Josipa Hatzea, kojega je iznimno cijenio kao čovjeka i kao skladatelja, naučio najprije glazbenu disciplinu, poimanje linearnosti, melodije, a onda osjećanje muzike, čar zvuka, glazbene norme, poštovanje samog izvora glazbe (...). Bergamov je glazbeni stil svojevrsna sinteza elemenata postromantizma izvan suvremenih eksperimentalnih stremljenja glazbene avangarde. U tehničko-strukturalnom pogledu njegova su djela vrlo zahtjevna, često virtuozno razigrana te, unatoč strogo logičnoj razradi pojedinih glazbenih oblika, uvijek zvukovno zanimljiva i dojmljiva. Na partituri svoje Prve simfonije Bergamo je zapisao:
 »Mala po dimenzijama, velika po zahtjevima, kako kompozicijskim tako i interpretativnim. Klasična po formi, neoklasična po izrazu. Četiri stavka: prvi brzi – sonatni, drugi spori – velika trodjelna pjesma, treći plesni – scherzo, četvrti zaključni – rondo s tri teme; četiri kontrastne igre svjetlosti i sjenke. I, imam hrabrosti to izreći: radost muziciranja!«
U povodu Bergamova 90. rođendana, 27. veljače 2020. godine, Simfonijski orkestar Hrvatske radiotelevizije je u program koncerta svog Majstorskog ciklusa uvrstio i Bergamovu Prvu simfoniju. Tijekom pripremnih proba za izvedbu spomenutoga djela, maestro Bergamo je o vlastitom stvaralaštvu rekao:  
 »Svi smo mi zarobljenici svog genoma, svoga genetskog koda. Bili toga svjesni ili ne – prostor je sudbina. Istina, zaluđen sam morem. Kad sam na kopnu, kao da mi je tijelo odvojeno od duše... i to je sva priča.«

## Djela (izbor)
- Bezimeni (stihovi: Jure Kaštelan), triptih za mješoviti pjevački zbor (1954.)
- U zemlji lažiji, radio-opera (1954.)
- Groteska za klavir (1955.)
- Rastanak (stihovi: Jure Kaštelan), diptih za mješoviti pjevački zbor (1955.)
- Sonata za klavir (1957.)
- Variazioni sul tema interrotto za klavir (1957.)
- Quartetto d’archi (1958.)
- 12 dječjih pjesama Crno i plavo, veliko i malo (stihovi: G. Tartalja, S. Lukić i D. Radović; 1959.)
- Pet instrumentalnih igara za komorni ansambl (1959.)
- Navigare necesse est, uvertira-fantazija za simfonijski orkestar (1960.)
- Prva simfonija (1961.)
- Musica concertante, studije za simfonijski orkestar (1962./63.)
- Druga simfonija (1963./64.)
- Concerto abbreviato za klarinet solo (1966.)
- Espressioni notturne (klavirski trio, 1970.)
- Canzoni antiche za puhački trio (1981.)
- Arco per archi za gudače (1985.)
- Domande senza risposta za saksofon i klavir (1996.)
- Spiriti eccellenti (stihovi: Marina Čapalija), zbirka madrigala za ženski zbor i obligatne instrumente (1993.–1998.)

## Nagrade i priznanja
- 1961. – Hristićeva nagrada (Beograd)
- 1964. – Sedmojulska nagrada (Beograd)
- 1965. – nagrada na Bijenalu mladih umjetnika (fr. Biennale des jeunes artistes) u Parizu
- 1966. – nagrada Jugoslavenske radiotelevizije
- 1995. – Vjesnikova nagrada Josip Štolcer Slavenski (Zagreb)
- 1997. – odličje Reda Danice hrvatske s likom Marka Marulića[3]
- 1998. – nagrada Maruliana (Split)
- 1999. – godišnja nagrada Vladimir Nazor (za 1998. godinu)
- 2000. – diskografska nagrada Porin u kategoriji Najbolji autorski album[7]

## Vanjske poveznice
- LZMK / Hrvatski biografski leksikon: BERGAMO, Petar
- LZMK / Proleksis enciklopedija: Bergamo, Petar
- HDS ZAMP / Baza autora: Petar Bergamo (popis djela)
- Discogs: Petar Bergamo (diskografija)
- Spotify: Hrvatski suvremeni skladatelji: Petar Bergamo (glazbeni album)
- Petar Bergamo u internetskoj bazi filmova IMDb-u (engl.)